# طواف لانكاوي 2003
طواف لانكاوي 2003 هو سباق دراجات هوائية أقيم بتاريخ 31 يناير–9 فبراير 2003، تكون السباق من 10 مراحل وامتدّ لمسافة 1343.5 كم بسرعة 42.12 كم/س، استغرق السباق 31 ساعة 54 دقيقة 09 ثانية. فاز به الأمريكي توم دانيلسون.

## الترتيب
| م                     | الدرّاج       | البلد            | الزمن                     |
| --------------------- | ------------ | ---------------- | ------------------------- |
| الفائز بالترتيب العام | توم دانيلسون | الولايات المتحدة | 31 ساعة 54 دقيقة 09 ثانية |
| حسب النقاط            | غرايم براون  | أستراليا         | -                         |